# Choi In-jeong
Choi In-jeong (em hangul: 최인정; Geumsan, 21 de maio de 1990) é uma esgrimista coreana de espada. In-jeong integrou a equipe sul-coreana medalhista de prata nos Jogos Olímpicos de Verão de 2012, em Londres e no Mundial de 2018, em Wuxi.

## Carreira

### Jogos Olímpicos
In-Jeong participou de duas olimpíadas: os Jogos de Londres e os Jogos do Rio de Janeiro. Em 2012, estreou no evento individual vencendo a húngara Emese Szász; contudo, uma derrota para a tunisiana Sarra Besbes decretou sua eliminação nas oitavas de final. Já por equipes, a Coreia do Sul eliminou Romênia e Estados Unidos até ser derrotada pela China na decisão, conquistando a medalha de prata.
Quatro anos depois, nos Jogos do Rio de Janeiro, terminou na sétima colocação no individual após vencer a russa Violetta Kolobova e a romena Ana Maria Brânză, mas foi derrotada pela italiana Rossella Fiamingo nas quartas de final. Por equipes, a Coreia do Sul foi eliminada na primeira partida diante da Estônia e, posteriormente, venceu a Ucrânia pela rodada de classificação; contudo, terminou na sexta colocação após uma derrota para os Estados Unidos.

### Campeonatos Mundiais
In-Jeong possuí uma medalha em mundiais: uma prata conquistada na edição de 2018, sedeada em Wuxi. Na ocasião, a equipe sul-coreana foi derrotada pelos Estados Unidos.

### Campeonatos Asiáticos
Em campeonatos continentais, In-jeong é multi-medalhista, conquistando cinco medalhas de ouro: duas em eventos individuais (2011 e 2014), e três por equipes (2015, 2016 e 2019); cinco pratas: uma no individual de 2015, e quatro por equipes (2011, 2012, 2013 e 2017); e dois bronzes: no evento por equipes de 2018, e no individual de 2019.

## Outros campeonatos
Na temporada de 2017/2018, In-jeong ganhou dois bronzes: a primeira foi conquistada em 8 de dezembro no Grande Prêmio do Catar, e a segunda no evento de Dubai da Copa do Mundo, em 4 de maio. Na temporada seguinte, ela voltou a conquistar o evento de Dubai da Copa do Mundo ao vencer a norte-americana Courtney Hurley, e ficou com o terceiro lugar no Grande Prêmio de Westend, em Budapeste.